# Константин Лунгов
Константин Николаев Лунгов е български театрален, филмов и озвучаващ актьор.

## Биография
Роден е през 1980 г. в Русе. Внук е на оперния певец Косьо Лунгов.
През 1999 г. завършва Средното училище по изкуствата Проф. „Веселин Стоянов“ в гр. Русе със специалност „Класически танц“.
През 2005 г. завършва НАТФИЗ „Кръстьо Сарафов“ със специалност „Актьорско майсторство за куклен театър“ в класа на професор Боньо Лунгов, с когото имат далечна роднинска връзка.
Играе в различни театри. Сред постановките му са „От понеделник“, „Капаро за трима“ в Открита сцена „Сълза и смях“, „Умиращ трудно“ и „Оле, затвори крачета“ в „Нов театър - НДК“, „Шоуто на Роки Хорър“ в университетския театър на „Нов български университет“, мюзикълите „Рибарят и неговата душа“ и „Грозното патенце“ в Държавния Музикален Театър и други.
Член е на първата професионална актьорска трупа за импровизационен театър в България – „ХаХаХа ИмПро театър“, където си партнира с Владислав Виолинов, Живко Джуранов, Александър Митрев, Ивайло Рогозинов, Тони Карабашев, Васил Бовянски, Петър Мелтев, Леонид Йовчев, Златин Цветков и др.
През 2017 г. се снима в българския коледен филм „Smart Коледа“ (в ролята на Бързачко), където си партнира с Кръстьо Лафазанов, Константин Гергинов Калин Врачански, Живко Джуранов и други, чиято премиера е на 30 ноември 2018 г. През 2019 г. е номиниран за ролята си във филмовите награди „NOVA подкрепя българските филми“.
Водещ е на предаването „Срещу новините“, излъчван по БНТ 1 през 2013 г.
Участва и в различните събития на „Пощенска кутия за приказки“.

## Кариера на озвучаващ актьор
Занимава се с озвучаване на филми, сериали и реклами от около 2010 г. Участва във войсоувър и нахсинхронните дублажи, направени от „БНТ“, „Александра Аудио“, „Доли Медия Студио“, „Андарта Студио“, „Про Филмс“, „Диема Вижън“, „Медиа Линк“, студио VMS и „Саунд Сити Студио“.
Лунгов е един от гласовете (заедно със Стоян Цветков и Росен Русев) на Disney Channel в България.
Той е гласът зад кадър на предаването „Мармалад“ по bTV.
| Актьор           | Филми/Сериали | Роля                                            |
| ---------------- | --- | ----------------------------------------------- |
| Алън Тюдик       | Зоотрополис Замръзналото кралство 2 Чуден свят | Дюк Гептулко Водачът на Нортулдра Дъфъл         |
| Антонио Бандерас | Ела, завържи ме! Официален конкурс | Рики Феликс Риверо                              |
| Браян Степанек   | Къщата на Шумникови Коледа с Шумникови Истинските Шумникови Шпионинът може да почака – Къщата на Шумникови: Филмът                                                                            | Лин Шумников-старши                             |
| Брендън Фрейзър  | Мумията (дублаж на „Доли Медия Студио“) Мумията се завръща (дублаж на „Доли Медия Студио“) Мумията: Гробницата на Императора Дракон (дублаж на „Доли Медия Студио“) Бягство от планетата Земя | Ричард „Рик“ О'Конъл Скоч Супернова             |
| Грег Грънбърг    | Изгубени (дублаж на студио Доли) Междузвездни войни: Епизод VII - Силата се пробужда (дублаж на „Александра Аудио“) Междузвездни войни: Епизод IX - Възходът на Скайуокър                     | Сет Норис Темин „Снап“ Уексли                   |
| Дейвид Спейд     | Хотел Трансилвания Хотел Трансилвания 2 Хотел Трансилвания 3: Чудовищна ваканция Хотел Трансилвания 4: Трансформания                                                                          | Грифин                                          |
| Джак Блек        | Шоуто на Греъм Нортън Супер Марио Bros.: Филмът | Себе си Баузър                                  |
| Джеймс Кордън    | Вдън горите (втори дублаж на студио Доли) Емоджи: Филмът (дублаж на студио Доли) | Пекарят и Диктор Дай-5                          |
| Ерик Стоунстрийт | Сами вкъщи (дублаж на „Александра Аудио“) Сами вкъщи 2 | Дюк                                             |
| Идрис Елба       | Соник: Филмът 2 Накълс Соник: Филмът 3 | Накълс                                          |
| Марк-Пол Гослар  | Пъстро семейство Уил Трент | Пол Джаксън Пол Кампано                         |
| Раул Бова        | Октопод (втори дублаж на БНТ) Извинете, че съществувам | Карло Аркути Франческо                          |
| Стан Лий         | Малки титани: В готовност! Филмът Спайдър-Мен: В Спайди-вселената | Себе си Стан                                    |
| Том Селек        | Убийци (дублаж на „Доли Медия Студио“) Синя кръв (дублаж на „Доли Медия Студио“) | Г-н Корнфелд Франк Рейгън                       |
| Трейси Морган    | Супергеройски филм Купон преди Коледа | Чарлз Екзевиър/Професор Х Разказвач/Дядо Коледа |

### Анимационни сериали (войсоувър дублаж)
- „Артур и минимоите“
- „Бейблейд: Метъл Мастърс“, 2022
- „Тролчета: Купонът продължава“, 2021
- „Уиспър“

### Анимационни сериали (нахсинхронен дублаж)
- „АЛВИННН! и катеричоците“ – Биги Лардж (Джийн Ели), 2016
- „Бакуган: Батъл Планет“ – Драго, 2019
- „Ким Суперплюс“ (сезон 3) – Допълнителни гласове
- „Костенурките нинджа (сериал, 2012)“ (дублаж на „Александра Аудио“)
- „Къщата на Шумникови“ – Лин Шумников старши, 2016
- „Лабораторията на Декстър“ (дублаж на „Александра Аудио“), 2012
- „Лагерът Лейкботъм“ – Сойър
- „Пингвините от Мадагаскар“
- „Реактивните момичета (сериал, 2016)“ – Разказвач
- „Смърфовете“, 2021
- „Спондж Боб Квадратни гащи“ – Други гласове
- „Тайните на Гравити Фолс“ – Други гласове

### Игрални сериали (войсоувър дублаж)
- „В сянката на Тюдорите“
- „Виолета“ (дублаж на „Александра Аудио“)
- „Военни престъпления: Ню Орлиънс“
- „Геймърки“ – Дабъл Джи, 2016-2019
- „Денят“, 2021
- „Един от нас лъже“, 2023
- „Лондонград“, 2021
- „Пъстро семейство“
- „Нашата история“, 2020-2021
- „Некст“, 2020
- „Октопод“ (втори дублаж на „БНТ“), 2021
- „От Ел Ей до Вегас“
- " Три Сестри ",2022

### Игрални сериали (нахсинхронен дублаж)
- „Групата на Алекс“
- „Русалките от Мако“
- „Фермата ГОТ“

### Анимационни филми (войсоувър дублаж)
- „Как да си дресираш дракон“ (дублаж на „Доли Медия Студио“) – Храчко и Въртоглав, 2020
- „Лило и Стич 2: Стич има повреда“, 2016
- „Мадагаскар 3“ (дублаж на „Доли Медия Студио“), 2022
- „Омагьосаният император 2: Новите приключения на Кронк“, 2018
- „Том и Джери: Шпионска мисия“ (дублаж на „Медиа Линк“) – Джони Куест, 2020

### Анимационни филми (нахсинхронен дублаж)
- „Playmobil: Филмът“ (дублаж на „Андарта Студио“) – Други гласове, 2019
- „Аз, проклетникът 3“ – Диктор на реклама, 2017
- „Белият зъб“, 2018
- „Горските мечоци: Див свят“ – Леон, 2022
- „Зоотрополис“ – Дюк Гептулко, 2016
- „Замръзналото кралство 2“ – Водачът на Нортулда, 2019
- „Играта на играчките: Пътешествието“ – Боен Карл, 2019
- „Как да си дресираш дракон“ (дублаж на „Александра Аудио“) – Други гласове, 2010
- „Колите 3“ – Хамилтън, 2017
- „Котаракът в чизми 2“ – Губернатор, 2022
- „Ледена епоха 4: Континентален дрейф“ – Скуинт, 2012
- „Лодките“, 2018
- „Лоракс“ – Стар еднократ, 2012
- „Луис и извънземните“ – Татко Армин, 2018
- „Ману Бързолета“, 2019
- „Мармадюк“ – Крал Тут, 2022
- „Мей Червената панда“ – Господин Келовски, 2022
- „Надалеч полети“ – Грим, 2018
- „Овца или вълк“ – Други гласове, 2016
- „Овца или вълк 2: Голям прас“ – Други гласове, 2019
- „Откраднатата принцеса“ – Други гласове, 2018
- „Пингвините от Мадагаскар (филм)“ – Агент Секретно, 2014
- „Пинокио: Истинска история“ – Джепето, 2022
- „Плоуи: Сам не ще летиш!“, 2018
- „Приключението на мумиите“ – Карнаби, 2023
- „Рая и последният дракон“, 2021[19]
- „Рио 2“ – Роберто (Бруно Марс), 2014
- „Самолети“ – Роупър, 2013[20]
- „Светът на Марни“, 2018
- „Семейството на Голямата стъпка“, 2021
- „Скуби-Ду!“ – Саймън Коуел, 2020
- „Снежната кралица 3: Огън и лед“ – Други гласове, 2017
- „Снежната кралица 4: Огледалното кралство“ – Други гласове, 2019
- „Спондж Боб: Гъба беглец“ – Посейдон, 2020
- „Том и Джери: Филмът“ (дублаж на „Александра Аудио“), 2012
- „У дома“ (дублаж на Александра Аудио) – Буви, 2015
- „Храбро сърце“ – Други гласове, 2012
- „Чаровният принц“ – Други гласове, 2018
- „Чуден свят“ – Дъфъл, 2022
- „Шрек завинаги“ (дублаж на „Александра Аудио“) – Други гласове, 2010
- „Щъркелчето Ричард“, 2017[21]

### Игрални филми (войсоувър дублаж)
- „Авиаторът“ (дублаж на „Андарта Студио“), 2020
- „Баровки“ (дублаж на „Александра Аудио“), 2010
- „Боен клуб“ (дублаж на „Доли Медия Студио“) – Разказвачът (Едуард Нортън), 2020
- „Вдън горите“ (втори дублаж на „Доли Медия Студио“), 2021
- „Джей Едгар“ (дублаж на Доли Медия Студио) – Едгар Хувър (Леонардо ди Каприо), 2021
- „Джони Капахала: Отново на борда“ (дублаж на bTV), 2010
- „Дънди Крокодила“ (дублаж на студио VMS), 2019
- „Дънди Крокодила 2“ (дублаж на студио VMS), 2019
- „Жълтите птици“, 2020
- „Кофти сделка“ – Даниъл „Дан“ Трънкман (Винс Вон), 2021
- „Купон преди Коледа“
- „Мъж за милиони“ (дублаж на „Андарта Студио“), 2021
- „Не казвай сбогом“ – Деси Колингс (Нийл Патрик Харис)
- „Пришълецът“, 2020
- „Револвер“ (дублаж на „Доли Медия Студио“) – Джейк Грийн (Джейсън Стейтъм)
- „Рокетмен“, 2021
- „Сватбен сезон“ – Джейк Пери (Джош Лукас)
- „Сферата“ – Д-р Хари Адамс (Самюъл Джаксън) / Д-р Тед Фийлдинг (Лийв Шрайбър), 2021
- „Телепорт“ (дублаж на „Доли Медия Студио“), 2020
- „Трима бегълци“ (дублаж на „Доли Медия Студио“) – Даниъл Джеймс Лукас (Ник Нолти), 2020

### Игрални филми (нахсинхронен дублаж)
- „Rogue One: История от Междузвездни войни“ – Други гласове, 2016
- „Аватар“ (дублаж на „Александра Аудио“) – Други гласове, 2022
- „Аватар: Природата на водата“ – Други гласове, 2022
- „Аладин“ – Други гласове, 2019
- „Клифърд, голямото червено куче“ – Други гласове, 2021
- „Космически забивки: Нови легенди“ – Други гласове, 2021
- „Крокодилът Лайл“ – Други гласове, 2022
- „Кучешки живот“, 2017
- „Мармадюк“ (дублаж на Александра Аудио) – Джузепе, 2010
- „Междузвездни войни: Епизод VII - Силата се пробужда“ (дублаж на „Александра Аудио“) – Други гласове, 2015
- „Междузвездни войни: Епизод VIII - Последните джедаи“ – Други гласове, 2017
- „Мери Попинз се завръща (филм)“ – Други гласове, 2018
- „Мулан“ – Други гласове, 2020
- „Мъпетите“ – Други гласове, 2012
- „Покемон: Детектив Пикачу“ – Себастиан, 2019
- „Соло: История от Междузвездни войни“ – Други гласове, 2018
- „Том и Джери“ – Други гласове, 2021
- „Соник: Филмът 2“ - Накълс (Идрис Елба), 2022

### Телевизионни предавания
- „Шоуто на Греъм Нортън“ – Адам Сандлър, Джак Блек, Джони Деп, Кенет Брана

## Филмография
- „Столичани в повече“ (2013) – Силвия Роу
- „Smart Коледа“ (2018) – Бързачко